# Lacipa xuthoma
Lacipa xuthoma är en fjärilsart som beskrevs av Collenette 1936. Lacipa xuthoma ingår i släktet Lacipa och familjen tofsspinnare. Inga underarter finns listade i Catalogue of Life.